# Kosuke Inose
Kosuke Inose (猪瀬 康介 Inose Kosuke?), född 25 december 2000 i Ibaraki prefektur, är en japansk fotbollsspelare.
Inose började sin karriär 2019 i FC Ryukyu.